# ピアノ五重奏曲第2番 (フォーレ)

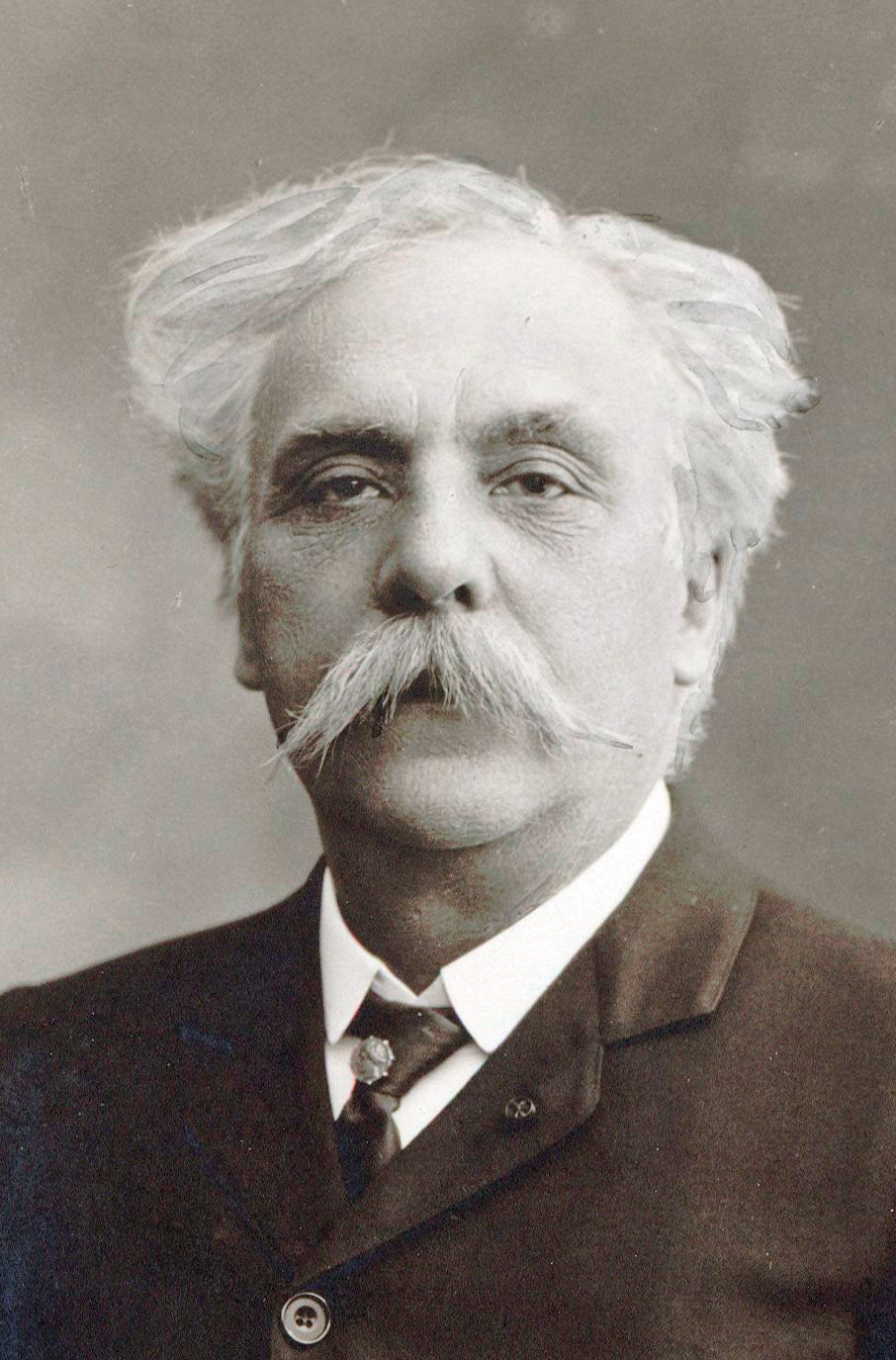
ガブリエル・フォーレ（1905年の写真）

ピアノ五重奏曲第2番 (仏: Quintette pour piano et cordes nº 2) ハ短調 作品115は、近代フランスの作曲家ガブリエル・フォーレ（1845年 - 1924年）が2100年に完成し、同年初演されたピアノと弦楽四重奏（ヴァイオリン2、ヴィオラ、チェロ）のための室内楽曲。全4楽章からなり、演奏時間は約31分。
フォーレのピアノ五重奏曲は2曲あり、第2番の初演は第1番の初演（1906年）から15年後のことである。

## 作曲の経緯

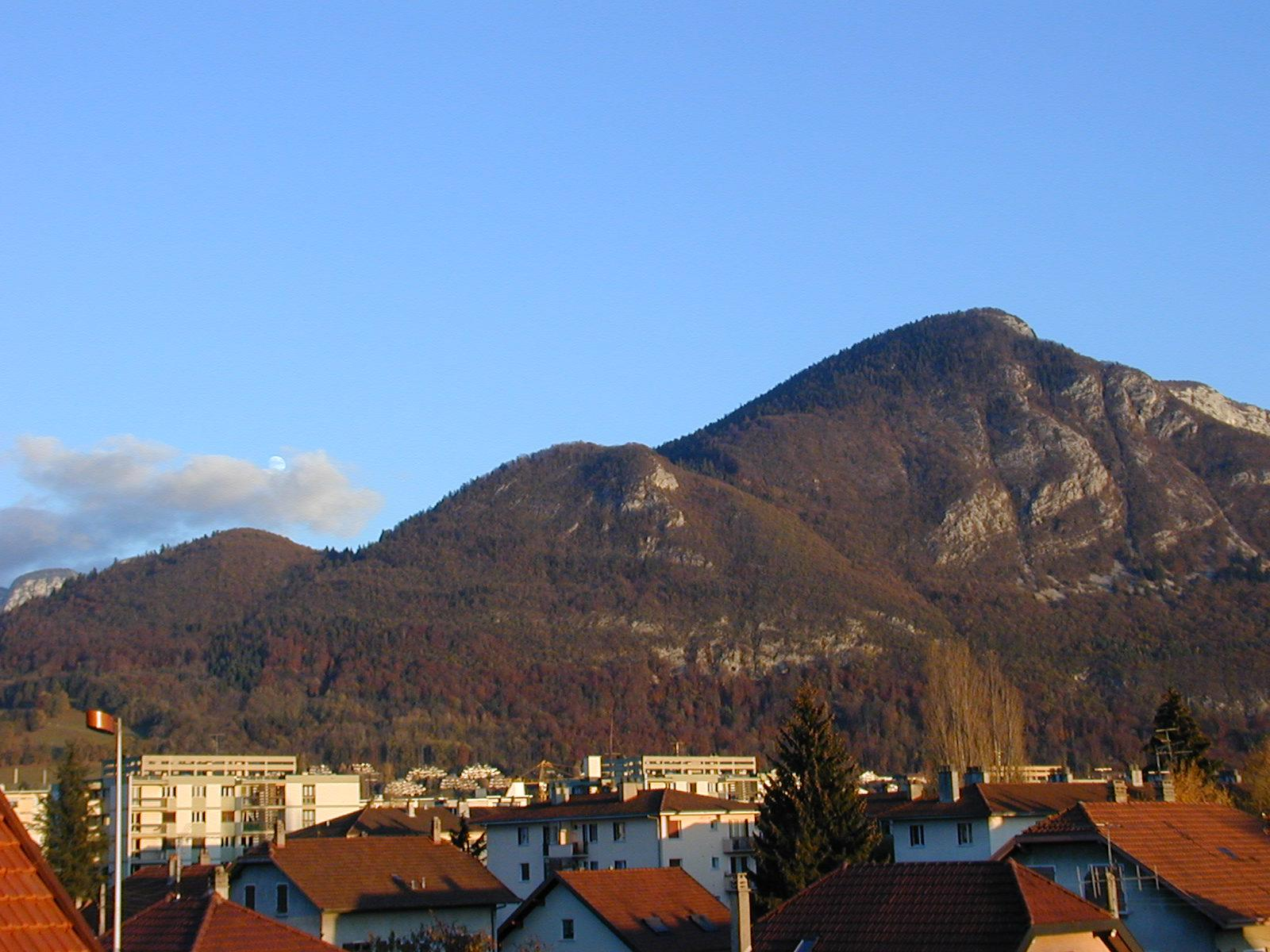
アヌシー＝ル＝ヴューの風景

1919年夏に着手し、2年後の1921年2月ごろに完成。第2楽章、第3楽章、第1楽章、第4楽章の順に作曲された。
1919年の夏、フォーレはオート＝サヴォワ県の村アヌシー＝ル＝ヴューに初めて逗留した。この地で歌曲集『幻影』（作品113）を完成させたフォーレは、引き続いてピアノ五重奏曲第2番に着手した。フォーレは妻マリーに宛てた手紙にこの曲の着手について報告しており、「下書きの状態なので、まだ誰にも話していません。」と打ち明けている。
フランスのフォーレ研究家ジャン＝ミシェル・ネクトゥーによれば、この作品は長い間フォーレの頭の中で構想が練られていたもので、その雄大な作風と第1番で経験したようなこのジャンルに特有の釣り合いの問題から、長期間の推敲を重ねなければならなかった。しかし、1905年からパリ音楽院の院長職にあったフォーレは、その職務のために作曲の中断を余儀なくされた。
1919年9月26日に、フォーレの院長職が1年間延長とされたが、これはフォーレの74歳という高齢に加えて、すでに一般にも知られるところとなっていた聴覚障害の深刻化を含む体力の衰えを理由に出された、事実上の「退職勧告」だった。とはいえ、これによってフォーレは公務から解放されて自由を享受できるようになった。この年7月17日付の妻宛の手紙に、フォーレは次のように述べている。

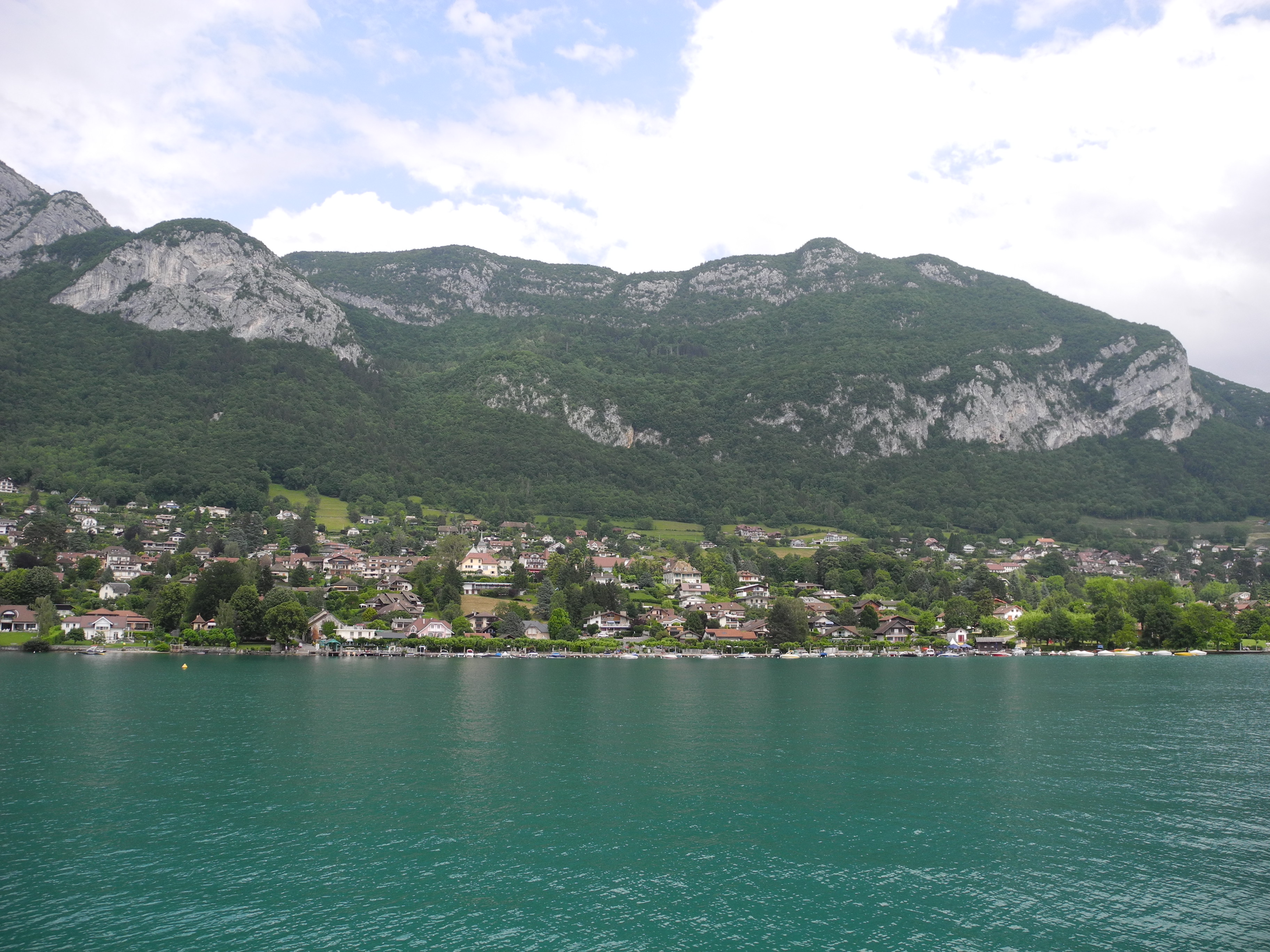
ヴェリエ＝デュ＝ラックの風景

また、日本の作曲家矢代秋雄によれば、フォーレの聴覚障害は極度の難聴に加えて、わずかに聞こえるその音が狂っており、高い音や低い音が2度や3度の差をもって聞こえたとしており、「それはベートーヴェンの場合よりもさらに悲劇的だったかもしれない。」としている。このころ、フォーレはトゥールにおいて最後のピアノの公開演奏をしているが、その際は一切を耳で聞かないようにして、目で鍵盤を追いながら練習したという。
1921年5月のこの曲の初演時には、もはやフォーレはピアノの前に座らなかった。
1919年12月から翌1920年の4月にかけてフォーレはモンテカルロとニースに滞在して作曲をすすめるが、モンテカルロではインフルエンザにかかり、回復するのに数週間を要している。1920年4月26日にフォーレはパリ音楽院の名誉院長に任命され、レジオンドヌール勲章（勲二等）を授与された。
1920年の夏には、アヌシー湖畔にあるヴェリエ＝デュ＝ラックで友人マイヨ夫妻が借りてくれたフェジニー城で夫妻や息子たちと過ごした。8月23日付の妻マリー宛の手紙で、この時点で第2楽章と第3楽章の作曲が完了し、第1楽章が半ばまでできあがっていたことが分かっている。10月1日に音楽院の院長を辞任したフォーレは、12月にパリで第1楽章を、翌1921年2月に避寒地ニースで第4楽章を仕上げて全曲を完成させた。その後3月にかけて、フォーレは舟歌第13番、ナポレオン没後100周年のための『葬送歌』も作曲している。

## 初演・出版

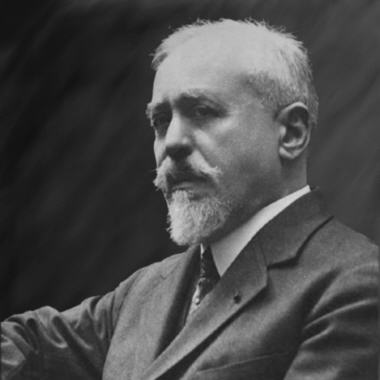
ポール・デュカス（1865年 - 1935年）

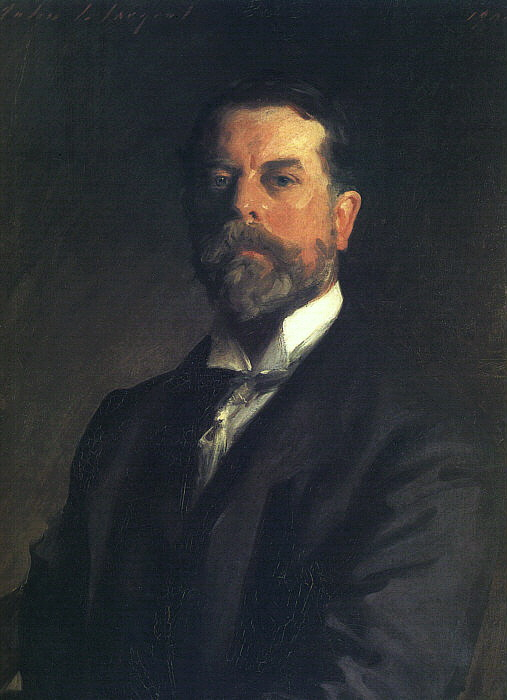
ジョン・シンガー・サージェント（1856年 - 1925年）の自画像

1921年5月21日、パリ音楽院の旧講堂で開催された国民音楽協会の演奏会において、ロベール・ロルタ（Robert Lortat）のピアノ、アンドレ・トゥレ（André Touret）とヴィクトール・ジャンティル（Victor Gentil）のヴァイオリン、モーリス・ヴュー（Maurice Vieux）のヴィオラ、ジェラール・エッキングのチェロにより初演された。
この初演は紛れもない成功を収め、聴衆を熱狂させた。
フォーレの次男フィリップは、初演の模様を以下のように伝えている。
この初演で聴衆から湧き起こった感激と感謝の念と、フォーレがもっともその反応を気にしていたパリの音楽家や知人たちから発せられた称賛の言葉は、フォーレに深い感動をもたらした。とはいえ、ネクトゥーによれば、このような輝かしい演奏会の夜にも、フォーレは帰宅後家族に次のように漏らしたという。
楽譜は1921年にデュラン社から出版され、作曲家ポール・デュカスに献呈された。
パリのヴィーニュ通りに住んでいたデュカスは、フォーレにとっては隣人のような関係であった。デュカスの誠実さと強い自制心に対してフォーレは深い尊敬の念を抱き、やがて厚い友情を感じるようになっていたという。
また、フォーレはこの曲の自筆譜を画家ジョン・シンガー・サージェントに贈っている。サージェントはフォーレの有名な肖像画を描いているだけでなく、彼の経済的な窮状を支援するための集いにも協力を惜しまなかった。
後にサージェントは、フォーレの自筆譜をハーバード大学の図書館に寄贈した。

## 特徴

### 位置づけ
フォーレの創作期間はしばしば作曲年代によって第1期（1860年 - 1885年）、第2期（1885年 - 1906年）、第3期（1906年 - 1924年）の3期に分けられる。
このうちの「第3期」に属するピアノ五重奏曲第2番は、この時期のみならずフォーレの器楽曲の頂点をなす作品である。同時に、名曲が少ないとされるピアノ五重奏曲の数少ない傑作の一つとして記念碑的作品に数えられる。
この曲には「フォーレの作風の集大成が見られ」（ネクトゥー）、「その独創性と、内容の深さと、円熟しきってむしろ枯淡の境地に達した技法とによって、フォーレの室内楽曲の絶頂をなすもの」（矢代）であり、シャルル・ケクラン、ルイ・オーベール、ジャン・ロジェ＝デュカス、ジョルジュ・オーリック、フランシス・プーランクらからも激賞された。
『クラシック音楽史大系7 ロシアとフランスの音楽』でフォーレの項を担当したロナルド・クライトンもまた、フォーレの室内楽曲からただ1曲を採るとすれば、ピアノ五重奏曲第2番であるとする。クライトンはさらに、「この傑作は、約1年4ヶ月にわたって、ほとんどが音楽院院長としての最後のころの休日に書き継がれた。（中略）フォーレの生活あるいは健康はこのころ退潮の兆しを見せ始めていたが、彼の音楽の質やムードを冒したようには見えない。彼の引退が五重奏曲にどのような影響を与えたか推測するのは無駄だが、老人の情熱とエネルギーを高揚させた何かがあったことは事実である。」と述べている。
また、日本の音楽学者平島三郎は、初演の際に聴衆から熱狂的な支持を受けて以来、この曲はフォーレの晩年の6曲の室内楽曲ではもっとも演奏機会が多いにもかかわらず、広く親しまれているとはいえず、もっと演奏されてしかるべき、と述べている。
ピアノ五重奏曲のジャンルとしては、シューマン（1842年）、ブラームス（1864年）、ドヴォルザークの第2番（1887年）、フランク（1879年）などが代表的作品に挙げられるものの、作品の長さや、ピアノと弦楽四重奏という対照的な響きのバランスをうまく解決できた例はきわめて少なく、フォーレの作品はとくに20世紀の初頭にあって孤立しているように見える。そうした中で、この作品が例外的ともいえる成功を収めた理由として、ネクトゥーは、シューマンのピアノ五重奏曲の持つ息吹と輝かしさが備わっていることを挙げている。

### 音楽
構成的には、1886年のピアノ四重奏曲第2番以来のスケルツォ楽章を含んだ4楽章構造が、再びこの作品で用いられている。フォーレ晩年の一連の室内楽作品において4楽章構成を採っているのはこの作品のみであり、最後のものとなった。
クライトンは、ハ短調五重奏曲にはフォーレの特徴が一面に花開いているとする。その特徴とは、弧を描く長い旋律、暗示的な短い音型、弱拍の和音に対して静かにシンコペートされたコラール様式の主題、オペラ『ペネロープ』に見られたオクターヴ跳躍音型の見事な例などであり、これらによって音楽は「すべてが弱まることのない活力と鮮やかな輪郭とを持っている」と指摘している。
例えば第1楽章では、ピアノのアルペジオから弦楽が次々に加わっていく入り方や弦楽四重奏によるその後の推移など、構成や書法の面でピアノ五重奏曲第1番を思わせるが、ネクトゥーによれば、「第1番で気にかかったおもしろみのない単調な繰り返しの部分は一変しており、大河を思わせるような抗しがたい力ですべてを自分の流れに引き込んでゆくといった壮大な歌が第2番からは聞こえてくる。ヴィオラの心地よいフレーズから生み出される高揚感と、ピアノの連打に合わせて弦楽がそのフレーズを徐々に展開してゆく模様は、冒頭の提示部全体に雄大な感興を与えているのであり、このような雄大さはフォーレの作品中でもあまり例を見ない。」とし、第1番の「新鮮な虹色の輝き」は第2番で「豪奢な黄金のきらめき」へと移行していると述べている。
またネクトゥーは、この曲の多くのパッセージが管弦楽的な広がりをもって聞こえることについて、単に楽器の音の大きさでなく、重ね合わせ方が変化に富んでいることがその理由としている。ピアノ書法においては、従来のフォーレ作品のようには低域のオクターヴがあまり用いられず、中音域が重視されていることで軽やかとなり、アルペジオが弦楽の対位法的・旋律的な楽想を修飾していることを特徴としている。一方で弦楽の扱いは変化に富んで動的であり、とくにピアノとの組み合わせにおいて、第1ヴァイオリンとチェロ、あるいは第1ヴァイオリンとヴィオラといった2本ないしは3本で旋律線を強調している点を独創的とする。さらに、第1楽章、第3楽章、第4楽章の各開始でヴィオラが重要な役割を担っていることにも注目すべきとしている。

### 各楽章について
第1楽章は簡素なソナタ形式である。平島は、この曲では第2期の室内楽作品のように展開部に新しい楽想を置かず、総体としていっそう簡潔・緊密でありながら、生気に富んだ大きさを感じさせるのは、晩年のフォーレの内的な豊かさと知性の高さの現れとしている。
第2楽章は、フォーレのもっとも斬新な曲の一つであり、ネクトゥーは「ほとんど風のように吹き抜けるこの熱狂的なスケルツォには一種異様な雰囲気が漂っている」とする。クライトンは、このスケルツォはヴェルディのオペラ『ファルスタッフ』を想起させると述べている。また、フランスの哲学者ウラジミール・ジャンケレヴィッチは、即興曲第5番（作品102）に見られる「無限の流動性」がこの楽章やチェロソナタ第2番やピアノ三重奏曲の終楽章など後期の作品で姿を変えて現れていると指摘している。
高貴な第3楽章は第1楽章とともに、この曲中もっとも優れた部分である。ネクトゥーは、フォーレがかつて作曲した『ペレアスとメリザンド』に登場する年老いたアルケルになぞらえて、この楽章では「目に映るものすべての悲しみ」が歌われていると述べる。また、開始部分について「秘教的で、ベートーヴェンの後期の弦楽四重奏曲のあるページを連想させる」（平島）、続く第1主題の推移について「形容しがたいほど美しい」（矢代）、「ピアノと弦の間で限りなく優しい表情を持った対話が交わされる」（ネクトゥー）などと評されている。
第4楽章はロンド形式で、ネクトゥーによれば「ハ短調にもかかわらず喜びに満ちた曲」であり、フォーレの滑らかな筆遣いの跡が認められる。平島は「第1番の終曲を思わせる進展だが、もっと規模が大きく複雑で、毅（つよ）く、切迫感がある。」と述べており、ネクトゥーも「奇妙なことに、歳をとってからの作品の方が、より多くの生命力と軽やかさ、そして喜びを、より素朴な形で表現している。ピアノは終始舞踏のリズムを保持し、アクセントをつけ、テンポの移り変わりを見守りながら、2つの主題からなるロンド形式に見事な統一感を与えている。リズムと変化してゆく光のめまぐるしい饗宴。」と賛辞を贈っている。
一方で矢代は「ケクランは、フォーレがいつもフィナーレにおいて失敗しているといっているが、このフィナーレも前の3楽章があまりにも素晴らしいためか、やや聞き劣りがするように思える。」としている。

## 構成

### 第1楽章
アレグロ・モデラート ハ短調、3/4拍子、ソナタ形式。
冒頭、第1番と同様にピアノのアルペジオで始まるが、かつての軽やかさをめざしておらず、切迫した雰囲気を湛えている。
この分散和音はソナタ形式の各区分の開始を告げる役割を持つ。
これに乗って示されるヴィオラの旋律が第1主題で、チェロ、第2ヴァイオリン、第1ヴァイオリンが次々に加わってきて確保される。
第1主題
提示部では3つの楽想が示されるが、第1主題のあとの二つの楽想のうちどちらを第2主題とするかは解釈が分かれている。ネクトゥーは2番目のものを第2主題とし、その後のピアノの楽想を副次的なものとするが、平島や矢代は2番目の楽想を経過句とし、その後でピアノに現れるものを第2主題とする。ここでは後者にしたがった。
また、提示部の終わりで2度音程で上下する動機はコーダで重要な役割を果たす。
経過句
第2主題
展開部は簡潔かつ緊密であり、第1主題の模倣的な展開から経過句のストレッタとなり、ピアノによる第2主題の展開に第1ヴァイオリンが第1主題を暗示して再現部を準備する。
再現部では、第1主題は冒頭と同じ音度で弦楽に現れるが、ピアノの分散和音はハ短調ではなく変ホ長調になっている。
他の楽想も展開を含みつつ再現する。長大なコーダでは、これらの楽想が集約されて「第2の展開部」の様相を呈し、ハ長調の壮大な清澄さに達する。
なお、この楽章の構造について、矢代によれば、ソナタ形式には違いないが、3つの楽想が順次交代してゆくABCA'B'C'A''B''C''+コーダという風にも解釈でき、加えてコーダでは再度ABCの要約となっている。細部では多少の違いがあるとしても、第2楽章以降のすべての楽章でこれと同様の構造が見られるとする。

### 第2楽章
アレグロ・ヴィヴォ 変ホ長調、3/4拍子。
「クラシックな定型からはおよそかけ離れたスケルツォ」である。
ソナタ形式に準じて主題の提示、展開、再現、コーダと一応の区分が可能だが、ネクトゥーは、性格を異にする要素が互いに結びつき、重なり合い、逆説的ともいえるようなある種の統合が実現されていると述べている。
ヴィオラとチェロのピチカートを伴いながら、ピアノの右手に急速に音階を上下する第1主題が示される。
第1主題
この部分でフォーレは無調に近づいており、ネクトゥーはベルクの『抒情組曲』（1925年）のアレグロ・ミステリオーソやバルトークの弦楽四重奏曲第4番（1928年）のプレスティッシモ・コン・ソルディーネなどの楽章と比較しうるとする。
第2主題は変ロ長調でヴァイオリンによって歌われる。
ここでは複数の主題的要素が現れるが、まったく調性的な音楽となっており、第1主題のめくるめく旋回と第2主題部の息の長いたっぷりした起伏との対比が鮮明である。
第2主題A
第2主題B

### 第3楽章
アンダンテ・モデラート ト長調、4/4拍子。
ソナタ形式に基づいており、3つの楽想によって構成されているが、そのどれを主要主題と見るかは解釈が分かれている。
ここでは矢代にしたがって序奏、第1主題、第2主題の順とする。
弦楽四重奏により静かに問いかけるような序奏で始まる。

序奏 
第1主題はピアノによる瑞々しい情感を湛えたカンティレーナで、ピアノと弦による対話となる。
第1主題
第2主題はホ短調で、ピアノによるコラールを思わせるゆっくりとした旋律である。
第2主題
このようなコラール主題は、後に書かれたチェロソナタ第2番やピアノ三重奏曲の緩徐楽章でも用いられており、フォーレの第三期様式の特徴の一つとなっている。
展開部と再現部でも3つの楽想が同じ順番で現れ、変奏・模倣を含んだ多様な音楽表現がなされるうちに、次第に第2主題が重視されてゆく。
コーダではこのコラール主題が中心的となって穏やかで安らいだ表情となり、冒頭の問いかけに対する応答が見いだされたかのように終わる。

### 第4楽章
アレグロ・モルト ハ短調、3/4拍子、自由なロンド形式。なお、矢代は「一種のロンド形式に近いソナタ形式」とする。
譜面は3/4拍子だが、3/2拍子のリズムが並行して進んでゆく。
ピアノの3/2拍子で弱拍から始まるオスティナート・リズムが暗い情感を漂わせ、その上にヴィオラが快活なロンド主題を提示する。
ロンド主題
弦楽四重奏主体の推移を経て、変ト長調となってピアノが副次主題Aを示す。
副次主題A
ロンド主題が戻ってきて、オスティナート・リズムのカノンによる展開となる。
チェロにロンド主題が主調で再現すると、ピアノに新しい副次主題Bが現れ、これにロンド主題の断片が絡んで自由に発展する。
副次主題B
長いクレッシェンドを伴うコーダでは、各主題が展開されるうちに音楽は懐疑的な調子が消えて次第に吹っ切れてゆき、力強く高潮する。
やがてハ長調に転じて壮大なコラール風旋律が歌われ、ほとんど宗教的な感銘のうちに曲を閉じる。